# Cristiano Doni
Cristiano Doni (Roma, provincia de Roma, Italia, 1 de abril de 1973) es un exfutbolista italiano. Se desempeñaba como Mediocampista y su último equipo fue el Atalanta BC de la Serie A de Italia. El 18 de diciembre el 2011 fue arrestado junto a otros 17 jugadores de la liga italiana tras admitir que algunos partidos oficiales fueron arreglados aunque fue liberado poco después.
Fue suspendido cinco años y seis meses de toda competición oficial.
Doni gestiona hoy algunos negocios inmobiliarios y hace scouting para fútbol base. Justo antes de retirarse por la sanción que recibió y después de que pasase un año en el Mallorca —donde abrió el chiringuito en Palmanova—, el club le renovó el contrato por dos temporadas más.

## Selección nacional
Ha sido internacional con la Selección de fútbol de Italia en siete ocasiones y ha marcado un gol.

### Participaciones en Copas del Mundo
| Mundial                        | Sede                  | Resultado   |
| ------------------------------ | --------------------- | ----------- |
| Copa Mundial de Fútbol de 2002 | Japón y Corea del Sur | 8° de final |

## Clubes
| Club           | País   | Año         |
| -------------- | ------ | ----------- |
| Modena FC      | Italia | 1988 - 1992 |
| Rimini Calcio  | Italia | 1992 - 1993 |
| AC Pistoiese   | Italia | 1993 - 1994 |
| Bologna FC     | Italia | 1994 - 1996 |
| Brescia Calcio | Italia | 1996 - 1999 |
| Atalanta BC    | Italia | 1999 - 2003 |
| Sampdoria      | Italia | 2003 - 2005 |
| Real Mallorca  | España | 2005 - 2006 |
| Atalanta BC    | Italia | 2006 - 2012 |